# Anamastigona pentelonica
Anamastigona pentelonica är en mångfotingart som först beskrevs av Karl Wilhelm Verhoeff 1925.  Anamastigona pentelonica ingår i släktet Anamastigona och familjen Anthroleucosomatidae. Inga underarter finns listade i Catalogue of Life.